# عسغر لو (تشهاردانغة)
عسغر لو (بالفارسية: عسگرلو) هي منطقة سكنية تقع في إيران في قسم تشهاردانغة الریفي. يقدر عدد سكانها بـ 76 نسمة.